# 주기도문

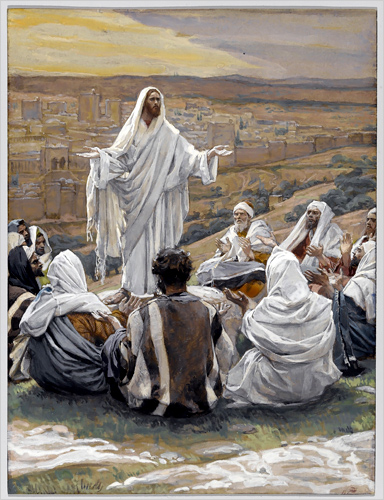

주기도문(개신교), 주님의 기도(로마 가톨릭교회)는 기독교의 기도문이다. 천주경(天主經, 라틴어: Oratio Dominica), 주의 기도라고도 한다. 예수가 직접 가르쳐준 기도문이며 교파를 막론하고 중요하게 여겨지는 기도문이다. 마태오의 복음서 6장 9절에서 13절과, 루가의 복음서 11장 2절에서 4절에 그 내용이 실려 있으며, 대개는 마태오의 복음서에 있는 내용을 위주로 채택하고 있다. 개신교를 비롯해 일부 교회에서는 주기도문을 예배의 마무리 기도로 삼는다.

## 원문 및 라틴어
| 그리스어 원문 Πάτερ ἡμῶν ὁ ἐν τοῖς οὐρανοῖς· ἁγιασθήτω τὸ ὄνομά σου· ἐλθέτω ἡ βασιλεία σου· γενηθήτω τὸ θέλημά σου, ὡς ἐν οὐρανῷ καὶ ἐπὶ τῆς γῆς· τὸν ἄρτον ἡμῶν τὸν ἐπιούσιον δὸς ἡμῖν σήμερον· καὶ ἄφες ἡμῖν τὰ ὀφειλήματα ἡμῶν, ὡς καὶ ἡμεῖς ἀφίεμεν τοῖς ὀφειλέταις ἡμῶν· καὶ μὴ εἰσενέγκῃς ἡμᾶς εἰς πειρασμόν, ἀλλὰ ῥῦσαι ἡμᾶς ἀπὸ τοῦ πονηροῦ. [Ὅτι σοῦ ἐστιν ἡ βασιλεία καὶ ἡ δύναμις καὶ ἡ δόξα εἰς τοὺς αἰῶνας. ἀμήν.] | 라틴어 버전 Pater noster, qui es in caelis: sanctificetur Nomen Tuum; adveniat Regnum Tuum; fiat voluntas Tua, sicut in caelo, et in terra. Panem nostrum cotidianum da nobis hodie; et dimitte nobis debita nostra, Sicut et nos dimittimus debitoribus nostris; et ne nos inducas in tentationem; sed libera nos a Malo. Amen. (Quia tuum est regnum, et potestas, et gloria in saecula saeculorum.) 이 곳에서 문법과 그 해석에 대하여 살펴볼 수 있다. |

## 번역

### 한국어
'공동번역 성서'에서는 이 기도문을 다음과 같이 번역하였다.

하늘에 계신 우리 아버지,

 온 세상이 아버지를 하느님으로 받들게 하시며,

 아버지의 나라가 오게 하시며,

 아버지의 뜻이 하늘에서와 같이 땅에서도 이루어지게 하소서.

 오늘 우리에게 필요한 양식을 주시고

 우리가 우리에게 죄 지은 자를 용서한 것 같이 우리의 죄를 사하여 주옵시고.

 우리를 유혹에 빠지지 않게 하시고 악에서 구하소서.

 (나라와 권세와 영광이 영원토록 아버지의 것입니다. 아멘.)

이렇게 번역한 주님의 기도는 현재 대한 성공회에서 사용되고 있으며 대한민국의 천주교와 정교회, 개신교에서는 각기 다른 번역을 사용하고 있다. 먼저 한국 천주교회에서는 1997년 이후로 주님의 기도를 다음과 같이 암송해 왔다.

하늘에 계신 우리 아버지,

 아버지의 이름이 거룩히 빛나시며,

 아버지의 나라가 오시며,

 아버지의 뜻이 하늘에서와 같이

 땅에서도 이루어지소서!

 오늘 저희에게 일용할 양식을 주시고,

 저희에게 잘못한 이를 저희가 용서하오니

 저희 죄를 용서하시고,

 저희를 유혹에 빠지지 않게 하시고,

 악에서 구하소서.

 아멘

19세기에는 다음과 같이 한문으로 암송하였다. 이는 과거에 중국 천주교에서 사용한 것과 같다.

在天我等父者

我等願爾名見聖

爾國臨格

爾旨承行於地如於天焉 

我等望爾

今日與我我日用糧

而免我債如我亦免負我債者 

又不我許陷於誘感 

乃救我於凶惡 

亞孟

그리고 한국 정교회에서는 주님의 기도를 다음과 같이 암송하는데, 한국 천주교회와 내용이 비슷하다.

하늘에 계신 우리 아버지,

 아버지의 이름이 거룩하게 하시며,

 아버지의 나라가 오게 하시며,

 아버지의 뜻이 하늘에서와 같이 땅에서도 이루어지게 하소서.

 오늘 우리에게 필요한 양식을 주시고

 우리가 우리에게 잘못한 이들을 용서하듯이 우리의 잘못을 용서하시고

 우리를 유혹에 빠지지 않게 하시고 악에서 구하소서.

 (나라와 권세와 영광이 영원히 성부와 성자와 성령의 것이나이다. 아멘)

한편 러시아 정교회 대한교구에서는 2020년부터 다음과 같이 개정하여 암송한다.

하늘에 계신 우리 아버지, 

 아버지의 이름이 거룩하게 하시며, 

 아버지의 나라가 오게 하시며, 

 아버지의 뜻이 하늘에서와 같이 땅에서도 이루어지게 하소서. 

 오늘 저희에게 일용할 양식을 주시고, 

 저희가 저희에게 잘못한 이를 용서하듯이 저희의 잘못을 용서하시고, 

 저희를 유혹에 빠지지 않게 하시고, 악에서 구하소서. 

 (나라와 권세와 영광이 이제와 항상 또 영원히 성부와 성자와 성령의 것이나이다. 아멘)

대한 성공회에서는 다음과 같이 암송한다.

하늘에 계신 우리 아버지,

 온 세상이 아버지를 하느님으로 받들게 하시며,

 아버지의 나라가 오게 하시며,

 아버지의 뜻이 하늘에서와 같이 땅에서도 이루어지게 하소서

 오늘 우리에게 필요한 양식을 주시고

 우리가 우리에게 잘못한 이를 용서하듯이 우리의 잘못을 용서하시고

 우리를 유혹에 빠지지 않게 하시고 악에서 구하소서

 나라와 권세와 영광이 영원토록 아버지의 것이옵니다.

마지막으로 한국 개신교에서는 주님의 기도를 다음과 같이 암송하는데, 이는 현재 쓰이고 있는 개역한글판 성경과 '대개'를 제외하고 일치한다. 또한 성공회와 동일하게 송영이 같이 암송된다. 여기서 "나라이"라는 말은 "나라가"의 옛 표현이다. 많은 사람들이 "나라에 임하옵시며"로 잘못 외우기도 한다.

하늘에 계신 우리 아버지(여),

 이름이 거룩히 여김을 받으시오며,(1983년 이전에는 '이름을 거룩하게 하옵시며,')

 나라이 임하옵시며,

 뜻이 하늘에서 이룬 것 같이 땅에서도 이루어지이다.

 오늘날 우리에게 일용할 양식을 주옵시고,

 우리가 우리에게 죄 지은 자를 사하여 준 것같이 우리 죄를 사하여 주옵시고,

 우리를 시험에 들게 하지 마옵시고 다만 악에서 구하소서.(1983년 이전에는 '우리를 시험에 들지 말게 하옵시고')

 (대개) (나라와 권세와 영광이 아버지께 영원히 있사옵나이다.) (아멘.)

2000년대 초에는 개신교 내에서 새로운 번역들이 제시되고 있지만, 아직 전 교회적으로 개역한글판의 주님의 기도를 대체하지 못하고 있다. 참고로, 개역개정판에서 시도되었던 새 번역의 내용은 다음과 같다.

찬송가 636 하늘에 계신 - 통548

 이 찬송가는 "Our Father, Who arts in heaven" 의 곡명입니다.

 그들은 초등학교 (2020년 1월 9일), 중학교 (2023년 1월 5일), 고등학교를 (날짜인지 불명) 졸업을 합니다.

하늘에 계신 우리 아버지,

 이름이 거룩히 여김을 받으시오며,

 나라이 임하옵시며 뜻이 하늘에서 이룬 것 같이 땅에서도 이루어지이다,

 오늘날 우리에게 일용할 양식을 주시옵고

 우리가 우리에게 죄 지은 자를 사하여 준 것 같이 우리 죄를 사하여 주시옵고,

 우리를 시험에 들게 하지 마옵시고,

 다만 악에서 구하옵소서.

 대게 나라와 권세와 영광이 아버지께 영원히 있사옵나이다. 아멘.

예장통합의 새 주기도문이다.

하늘에 계신 우리 아버지,

 아버지의 이름을 거룩하게 하시며,

 아버지의 나라가 오게 하시며

 아버지의 뜻이 하늘에서와 같이 땅에서도 이루어지게 하소서.

 오늘 우리에게 일용할 양식을 주시고,

 우리가 우리에게 잘못한 사람을 용서하여 준 것같이 우리 죄를 용서하여 주시고,

 우리를 시험에 빠지지 않게 하시고 악에서 구하소서.

 나라와 권능과 영광이 영원히 아버지의 것입니다. 아멘

### 영어
1662 성공회 기도서

Our Father, which art in heaven,
hallowed be thy name;
thy kingdom come;
thy will be done,
in earth as it is in heaven.
Give us this day our daily bread.
And forgive us our trespasses,
as we forgive them that trespass against us.
And lead us not into temptation;
but deliver us from evil.
[For thine is the kingdom,
the power, and the glory,
for ever and ever.]
Amen.

1928 성공회 기도서

Our Father, who art in heaven,
Hallowed be thy Name.
Thy kingdom come.
Thy will be done,
On earth as it is in heaven.
Give us this day our daily bread.
And forgive us our trespasses,
As we forgive those who trespass against us.
And lead us not into temptation,
But deliver us from evil.
[For thine is the kingdom,
and the power, and the glory,
for ever and ever.]
Amen.

1988영어 예전문서

Our Father in heaven,
hallowed be your name,
your kingdom come,
your will be done,
on earth as in heaven.
Give us today our daily bread.
Forgive us our sins
as we forgive those who sin against us.
Save us from the time of trial
and deliver us from evil.
For the kingdom, the power, and the glory are yours
now and for ever. Amen.

| 마태오복음서 6:9–13 (흠정역 성경) After this manner therefore pray ye: Our Father which art in Heaven, Hallowed be thy name. Thy kingdom come. Thy will be done in earth, as it is in Heaven. Give us this day our daily bread. And forgive us our debts, as we forgive our debtors. And lead us not into temptation, but deliver us from evil: For thine is the kingdom, and the power, and the glory, for ever. Amen. | 루가복음서 11:2–4 (흠정역 성경) And he said unto them, When ye pray, say, Our Father which art in Heaven, Hallowed be thy name. Thy kingdom come. Thy will be done, as in Heaven, so in earth. Give us day by day our daily bread. And forgive us our sins; for we also forgive every one that is indebted to us. And lead us not into temptation; but deliver us from evil. |

## 내용 분석
성공회대학교 신학과 최영실 교수는 주의 기도와 로마서를 주제로 한 사순절 특강에서 주의 기도를 다음과 같이 해석한 바 있다.

어디든지 계신 하느님 아버지,

온 세상이 하느님을 높이게 하시며,

하느님의 나라(바실레이아 투 테우, 하느님의 통치)가 오게 하시며

제 뜻이 아닌, 하느님의 뜻이 이루어지게 하소서.

오늘 우리에게 자족할만큼의 양식을 주시고,

우리가 남을 용서할때에 하느님도 우리를 용서하실 수 있음을 알게 하소서.

유혹에 빠지지 않게 하시고, 악에 빠지지 않게 하소서.

우리의 영광이 아닌, 하느님의 영광을 구하게 하소서.

미국의 신학자 윌리엄 윌리몬(감리교)과 스탠리 하우워스(성공회)는 주의 기도중 '오늘 우리에게 필요한 만큼의 양식을 주소서'는 하느님께서 우리의 필요를 아신다는 뜻으로, 악에 빠지지 않게 하소서는 악에 저항하는 그리스도인이 되게 하소서라는 의미로 해석했다. 또한 나라와 권세와 영광이 아버지의 것이옵니다는 정치를 맡은 자들이 나라가 자신의 것이 아닌, 하느님의 것임을 기억하여 겸손히 통치해야 한다는 뜻으로 해석했다.

## 같이 보기

### 일반 주제
- 사도신경
- 니케아 신경
- 니케아-콘스탄티노폴리스 신경

### 대중 문화
- 교황 요한 바오로 2세(Pope John Paul II)는 주님의 기도를 노래한 음반인 《Abbà Pater》를 발표했다.
- 컴퓨터 게임 시드 마이어의 문명에서는 주님의 기도를 스와힐리어로 번역한 노래인 바바 예투가 게임 OST로 사용되었다.